# Нюрюг (приток Ветлуги)
Нюрюг — река в Пыщугском и Шарьинском районах Костромской области России. Устье реки находится в 558 км по левому берегу реки Ветлуги. Длина реки составляет 56 км, площадь водосборного бассейна — 400 км².
Исток реки находится у нежилой деревни Шильничата в 27 км к юго-востоку от Пыщуга. Исток и первые километры течения находятся в Пыщугском районе, остальное течение реки — в Шарьинском. Река течёт на юго-запад, затем на запад по лесному массиву, русло извилистое. На реке расположены деревни Нюрюг, Королёвка и Головино. Крупнейшие притоки — Малый Нюрюжек и Зимуха (правые). Впадает в Ветлугу у деревни Косиха.

## Данные водного реестра
По данным государственного водного реестра России относится к Верхневолжскому бассейновому округу, водохозяйственный участок реки — Ветлуга от истока до города Ветлуга, речной подбассейн реки — Волга от впадения Оки до Куйбышевского водохранилища (без бассейна Суры). Речной бассейн реки — (Верхняя) Волга до Куйбышевского водохранилища (без бассейна Оки).
Код объекта в государственном водном реестре — 08010400112110000041677.

### Притоки
(км от устья)
- 29 км: река Зимуха (пр)